# سیلور کریک، شهرستان رایت، مینه‌سوتا
سیلور کریک (به انگلیسی: Silver Creek) یک منطقهٔ مسکونی در ایالات متحده آمریکا است که در شهرستان رایت، مینه‌سوتا واقع شده‌است. سیلور کریک ۲۵۶ نفر جمعیت دارد و ۳۰۲٫۰۶ متر بالاتر از سطح دریا واقع شده‌است.